# Jan Krumlovský
Jan Krumlovský (10. listopadu 1719 Tábor – 24. září 1763 tamtéž) byl český skladatel a virtuóz na violu d'amore.

## Život
Brzy osiřel a byl svěřen poručníkům. Od roku 1748 byl městským syndikem v Táboře, což byla funkce obdobná dnešnímu tajemníku Městského úřadu. Krátce působil na dvoře saského kurfiřta Fridricha Augusta II. Byl znám nejen jako skladatel, ale i jako virtuóz na violu d’amore. Jeho skladby patří baroku, ale obsahují již prvky klasicismu.

## Dílo
Komponoval zejména skladby pro svůj nástroj – violu d’amore. Spolu s dnešní snahou o autentický zvuk skladeb starých mistrů byl probuzen i zájem o jeho dílo. Jeho skladby má na svém repertoáru např. komorní sdružení Atlantis collegium. Na koncertních pódiích se objevují skladby:
- Partita pro violu d’amore a cembalo
- Partita pro violu d’amore, dvoje housle a violoncello
- Parthia pro violu d’amore a violoncello
- Sonáta pro violu d’amore, housle a cembalo